# Euphranta cassiae
Euphranta cassiae är en tvåvingeart som först beskrevs av Munro 1938.  Euphranta cassiae ingår i släktet Euphranta och familjen borrflugor. Inga underarter finns listade i Catalogue of Life.